# Y
La Y (in minuscolo y), detta ipsilon, o anche i greca o i greco, è la venticinquesima lettera dell'alfabeto latino moderno e la ventiduesima di quello latino antico. Lo stesso segno (maiuscolo) rappresenta anche la lettera ipsilon dell'alfabeto greco e la lettera u di quello cirillico; inoltre, il simbolo [y] indica una vocale anteriore alta labializzata nell'alfabeto fonetico internazionale. L'Y non fa parte dell'alfabeto italiano, ed è presente solo in parole prese in prestito da altre lingue. Nei grecismi dell'italiano, l'ipsilon originario è rappresentato dalla vocale i.

## Storia
|                   |                |                |                         |
| La Waw in fenicio | La Y in greco. | La Y in latino | La Y derivata dalla waw |

La Ypsilon deriva dalla lettera fenicia waw, che aveva valore fonetico vocalico [u] e semivocalico [w].
La waw diede origine alla lettera latina V e alla lettera greca ypsilon, il latino conservò il fonema semivocalico [w] e vocalico [u] (a volte anche pronunciata [ʊ]) originario usando la V, senza distinzioni grafiche per i fonemi.
Nell'alfabeto greco antico la vocale Ypsilon era pronunciata in origine [u]; la pronuncia passò nel periodo classico (nel dialetto ionico-attico) a [y] (oggi fonema presente in alcune lingue, come nel caso della ü tedesca o lombarda, usata anche nella pronuncia restaurata del latino).
Ancor più tardi Y perse l'arrontondamento e divenne [i], ossia la pronuncia del greco moderno e latino ecclesiastico.
I romani, per via dei sempre più frequenti grecismi, importarono la Y greca come nuova vocale intorno al I secolo a.C. (così come venne reintrodotta la Z, con pronuncia [d͡z]), solo in parole derivate dal greco, con la pronuncia [y] che ancora persisteva in greco, con il nome "I GRÆCA" ossia "I greca".
Anche se la pronuncia corretta rimase solo nel ceto colto fluente in greco antico, mentre nella popolazione Y spesso venne pronunciato erroneamente come il sonus medius /ʉ/ creando errori nella pronuncia, la pronuncia distinta di Y rimase fino almeno al VI secolo.
Essi la utilizzarono inoltre, ma raramente, anche nel loro sistema di numerazione, per rappresentare il numero 150.
La lettera Y era originariamente una vocale, mentre ora in molte lingue indica il suono di una semiconsonante.
Per l'evoluzione del grafema, vedi la voce V e U.

## Grafie alternative

Confronto tra l'ÿ e la legatura ij

In olandese, la lettera Y non faceva originariamente parte dell'alfabeto. D'altra parte, essa è stata usata (e è ancora in uso, anche se in misura minore) come equivalente informale della sequenza di grafemi IJ (minuscolo ij), che rappresenta il dittongo [ɛi] (grosso modo, come nell'italiano lei [lɛi]).
Lo stesso dittongo è anche scritto, occasionalmente, Ÿ (minuscola ÿ): qui, la dieresi rappresenta i due punti dell'i e dell'j fusi insieme.
La grafia IJ / ij è considerata più accurata. Formalmente, la lettera Y è usata in alcuni prestiti, come systeem (sistema), e nomi propri, come Van Dyck.

## Simbolo pitagorico

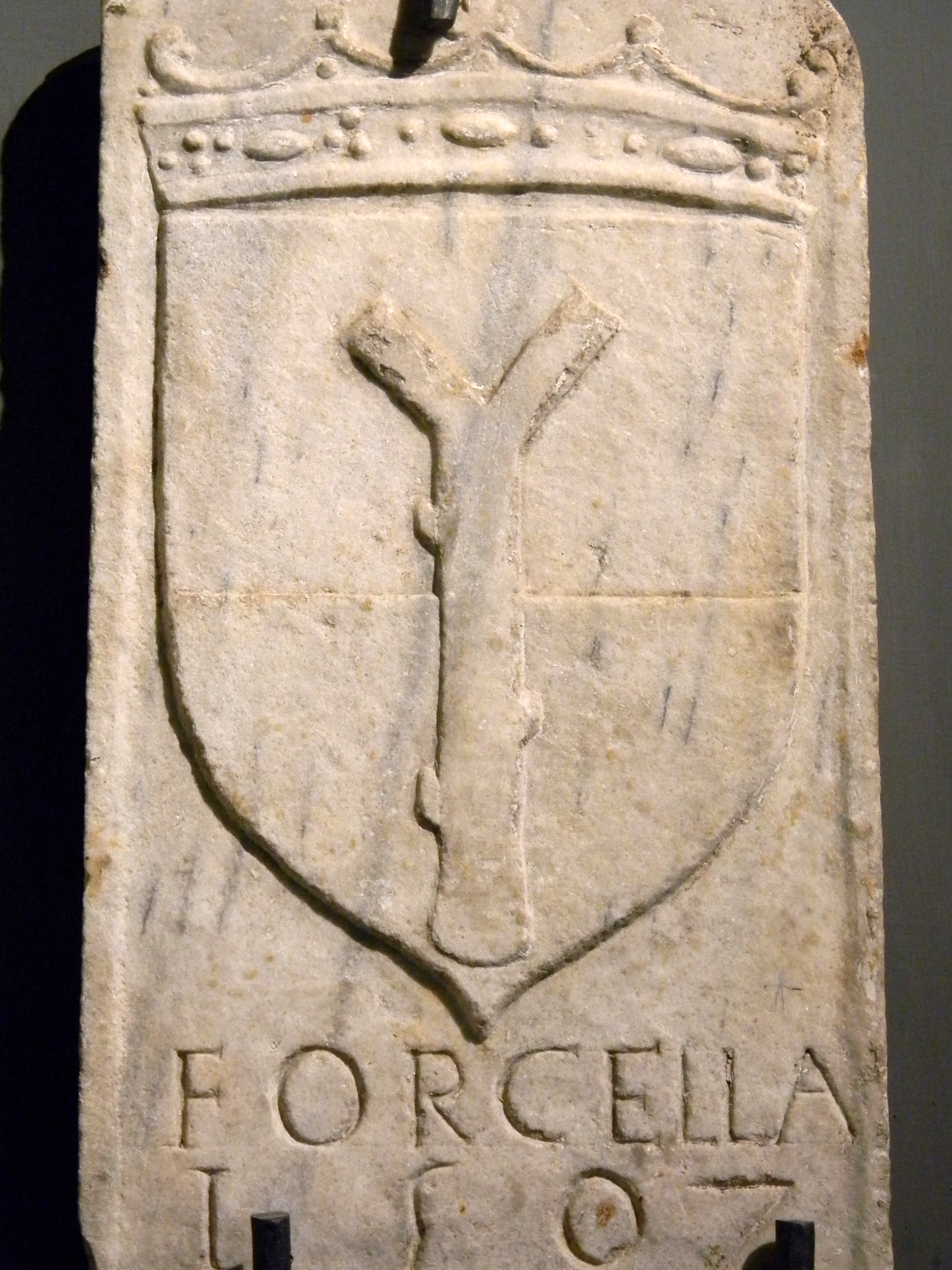
Stemma del sedile di Forcella, di ignoto scultore napoletano (XVI secolo), situato nel Museo diocesano di Napoli, che riproduce il simbolo iniziatico della «Y pitagorica»

La Y era un simbolo risalente ad antiche tradizioni sapienziali, utilizzato in particolare dalla scuola pitagorica per indicare il bivio ideale tra gli opposti sentieri iniziatici del vizio e della virtù.
La stessa simbologia, conosciuta anche dal poeta Virgilio, sarebbe presente nell'Eneide, dove secondo il commentatore Servio Mario Onorato connotava le fattezze del ramo d'oro rinvenuto da Enea, che gli avrebbe consentito la discesa nell'oltretomba Averno. 
L'aspetto biforcuto del ramo, che mostrava la divaricazione tra la via di destra, diretta ai Campi Elisi, e quella di sinistra, rivolta invece al Tartaro e alla perdizione, significava come il dualismo tra bene e male avesse in realtà un'unica origine.
La forma a Y del ramo d'oro fu attribuita in epoca medioevale, per analogia, all'albero della conoscenza del bene e del male, giungendo anche, attraverso correnti ermetiche, cabbalistiche e neoplatoniche, fino a Dante Alighieri.